# Шахові енциклопедії
Шахові енциклопедії або Шахові енциклопедичні словники — довідкові видання, енциклопедії про шахи.

## Історія
Перші шахові довідники з'явилися в XIX столітті. Іспанець Хоакін де ла Торре видав словник правил шахової гри у викладі Філідора та пояснення головних шахових термінів під назвою Diccionario del juego de ajedrez: ó ya sea, Vocabulario… (ісп. «Словник гри в шахи або Словник…», Барселона, 1825), німець Аарон Александр опублікував довідник шахових дебютів під назвою Encyclopédie des échecs (фр. «Енциклопедія шахів», Париж, 1837). Надалі термін «енциклопедія» не використовували для такого типу збірників чи довідників дебютів, правил і порад практичної гри. З назвою праці Александра перегукується югославський довідник дебютів Enciklopedija šahovskih otvaranja (серб. «Енциклопедія шахових дебютів», Белград, 5 томів, 1974—1979). Енциклопедичні дані про шахи (історія, життєписи шахових майстрів, термінологія і т.д.) описували в кінці XIX — початку ХХ сторіччя різноманітні окремі видання (гандбухи, альманахи та антології).
У вузькому розумінні (sensu stricto) першою енциклопедією можна вважати радянський російськомовний «Словник шахіста» (Словарь шахматиста, Ленінград, 1929) на близько 1800 статей в алфавітному порядку, який опрацювала редакційна колегія під керівництвом Олександра Смирнова.
Деякі інші шахові енциклопедичні словники:
- Diccionario illustrado de ajedrez (Мадрид, 1934)
- Dictionary of modern chess (Нью-Йорк, 1959)
- Шахматный словарь (Москва, 1964)
- Dictionnaire des échecs (Париж, 1967)
- The Encyclopaedia of chess (Лондон, 1970)
- Dizionario enciclopedico degli scacchi (Мілан, 1971) — найповніше шахове енциклопедичне видання на той час, на 580 сторінках містило понад 2000 статей і 234 ілюстрації
- An Illustrated Dictionary of Chess (Лондон—Нью-Йорк—Сідней—Торонто, 1977)
- Schachlexikon. Spiel und Sport. Partien und Probleme. Grossmeister und Geschichte von A bis Z (Штутґарт, 1977)
- The Encyclopedia of Chess (Лондон, 1977)
- Großes Schach-Lexikon (Мюнхен, 1981)
- The Oxford companion to chess (Оксфорд—Нью-Йорк, 1984)
- Şah de la A la Z (Бухарест, 1984)
- Szachy od A do Z (Варшава, 1986—1987)
- Malá encyklopedie šachu (Прага—Братислава, 1989)
- Шахматы: Энциклопедический словарь (Москва, 1990)
- Шаховий енциклопедичний словник (Луцьк, 2015)